# Древо единства
«Древо единства» — каменная скульптура в вильнюсском парке Вингис. Открыта 7 июля 2009 года в честь тысячелетия первого письменного упоминания Литвы. Скульптор — Тадас Гутаускас, архитектор — Роландас Палекас.
На церемонии открытия выступили президент Валдас Адамкус, премьер-министр Андрюс Кубилюс, мэр Вильнюса Вилюс Навицкас, музыкант Андрюс Мамонтовас и другие. Скульптура представляет собой 9-метровую прялку. В центре монумента расположена окружность, напоминающая Солнце. На ней нанесены имена 100 самых известных литовцев и жителей Литвы (правители, писатели, священнослужители и другие).